# Миксер, Свен

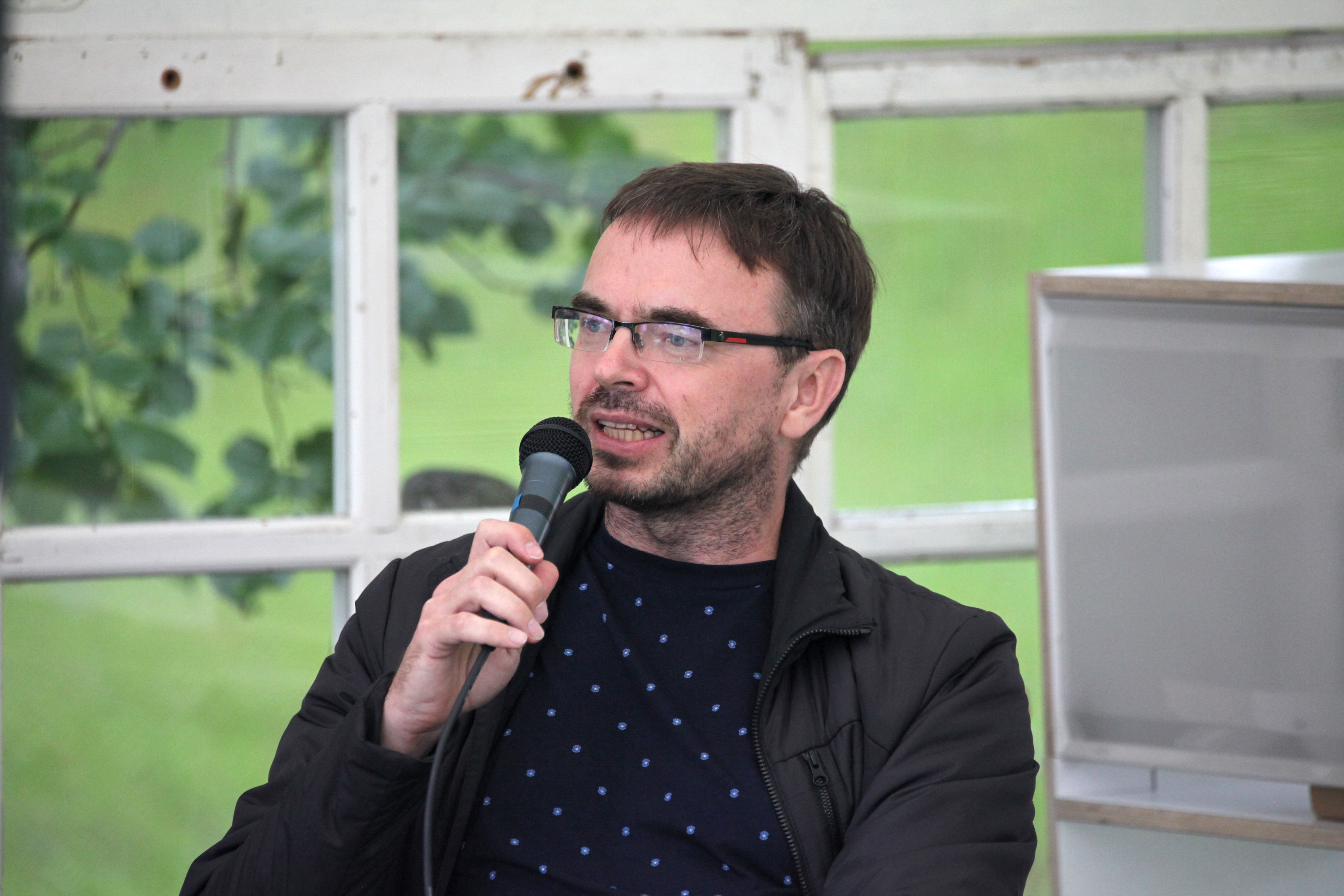
Свен Миксер

Свен Ми́ксер (эст. Sven Mikser; род. 8 ноября 1973, Тарту, ЭССР, СССР) — эстонский политический и государственный деятель. Член Социал-демократической партии. Депутат Европейского парламента с 13 июля 2019 года. В прошлом — министр иностранных дел Эстонии (2016—2019), министр обороны Эстонии (2014—2015, 2002—2003), председатель Социал-демократической партии (2010—2015), депутат Рийгикогу (1999—2002, 2003—2014, 2015—2016, 2019).

## Биография
Свен Миксер родился в Тарту 8 ноября 1973 года. Окончил 1-ю среднюю школу Пайде в 1992 году и поступил в Тартуский университет на специальность «английский язык и литература». После окончания университета, с 1996 по 1999 год работал ассистентом на факультете германской филологии.
Учась на третьем курсе университета, в 22-летнем возрасте, Миксер вступил в Центристскую партию. C 1998 по 1999 годы занимал должность политического секретаря партии. В 1999 году стал депутатом Рийгикогу IX созыва.
28 январь 2002 года стал министром обороны Эстонии в правительстве Сийма Калласа. На должности министра занимался подготовкой ко вступлению Эстонии в НАТО.
В 2003 году стал депутатом Рийгикогу X созыва. В 2004 году, в связи с тем, что Центристская партия выступила против вступления Эстонии в Европейский союз, Миксер покинул партию. Вышедшие из партии депутаты сформировали депутатское объединение социал-либералов, которое возглавил Свен Миксер.
14 ноября 2004 года Миксер был назначен председателем подкомитета НАТО по трансатлантическому сотрудничеству и безопасности. В том же месяце он был избран президентом Союза легкой атлетики Эстонии.
В 2005 году Миксер вступил в Социал-демократическую партию. В 2007 году стал депутатом Рийгикогу XI созыва, где возглавил комиссию Рийгикогу по иностранным делам. В 2008 году занял пост вице-президента Парламентской ассамблеи НАТО.
В 2010 году стал председателем Социал-демократической партии, сменив на этом посту Юри Пихла. В 2011 году сдал депутатом Рийгикогу XII созыва.
26 марта 2014 года занял должность министра обороны Эстонии в правительстве Таави Рыйваса.
30 мая 2015 года Евгений Осиновский сменил Миксера на посту председателя партии. Первоначально Миксер выставил свою кандидатуру на пост председателя, но в день выборов снял её в пользу Осиновского.
5 сентября 2015 года Евгений Осиновский отозвал Миксера с поста министра обороны. Миксер покинул должность 14 сентября 2015 года. Новым министром обороны стал Ханнес Хансо.
С 23 ноября 2016 года — министр иностранных дел Эстонии. Исполнял обязанности до 29 апреля 2019 года, когда было сформировано второе правительство Юри Ратаса.
По результатам парламентских выборов 2019 года избран депутатом Рийгикогу XIV созыва. Был заместителя председателя парламентской комиссии по делам Европейского союза.
По результатам выборов в Европейский парламент избран депутатом Европейского парламента. Мандат в Рийгикогу отошёл Яаку Юске.

## Личная жизнь
Миксер живёт в свободном браке с Мари Вауси. У них две дочери — Лооре и Реэна.

## Награды
- Великий офицер ордена Трёх звёзд (8 апреля 2019 года, Латвия)[17]
- Кавалер ордена «За заслуги» (2005 год, Франция)[18]

## Публикации
- Kuidas Eestit kaitsta (Как защищать Эстонию) // Eesti Päevaleht 22.04.2002 (эст.)
- Uuel juhil lasub ääretu vastutus (На нового руководителя возлагается безграничная ответственность) (недоступная ссылка) // Maaleht, 30.10.2008 (эст.)
- Sõjaka rahuõhutaja kõverpeeglid (недоступная ссылка) // Sirp, 13.03.2009 (эст.)
- Palestiina versus Iisrael: ühe konflikti lühilugu (Палестина против Израиля: краткая история одного конфликта) Diplomaatia, август 2010 (эст.)